# نوزومی اوساکو
نوزومی اوساکو (انگلیسی: Nozomi Osako؛ زادهٔ ۲۷ نوامبر ۱۹۹۰) بازیکن فوتبال اهل ژاپن است.